# Masacre de los genoveses
Se conoce como la masacre de los genoveses al enfrentamiento armado que se produjo en septiembre de 1303 en Constantinopla entre la colonia de mercaderes genoveses residentes en la ciudad y las tropas almogávares de la Compañía Almogávar. Las fuentes historiográficas divergen sobre cómo y quienes provocaron el enfrentamiento, pero coinciden sobre el resultado del mismo: los almogávares masacraron a unos 3.000 genoveses.

## Antecedentes
Para hacer frente a la expansión de los turcos, el emperador bizantino Andrónico II Paleólogo había contratado los servicios de la Gran Compañía, que llegó a Constantinopla en septiembre de 1303. La llegada de este nuevo contingente mercenario catalán y aragonés provocó una convulsión en el equilibrio de intereses y de poder que sostenían el Imperio bizantino; en especial irritó a los genoveses, que vieron la llegada de la Gran Compañía Almogávar como una intromisión de la Casa de Aragón en el área de influencia de la República de Génova: el Mediterráneo Oriental y el Imperio bizantino.
Por parte de aragoneses y catalanes, en especial de estos últimos, la rivalidad con la República de Génova se había ido agravando paulatinamente. A pesar de que la Corona de Aragón prácticamente había conseguido expulsar a la República de Génova del Mediterráneo Oriental y consolidar su hegemonía político-militar y comercial, las tensiones entre almogávares y genoveses eran constantes, hasta el punto de que los catalanes despreciaban a los genoveses con el insulto de: "genoveses, los moros blancos". En este contexto de tensión, la presencia de almogávares y genoveses, juntos en una misma ciudad, derivó rápidamente en un enfrentamiento armado.

## Versiones sobre el origen del enfrentamiento

### Versión de Ramón Muntaner
Ramón Muntaner no explicita como se iniciaron los enfrentamientos, pero responsabiliza a los genoveses y a su soberbia, por haberse concentrado ante el Palacio de Blanquerna agitando la bandera de la República de Génova mientras se celebraba la fiesta por la boda de Roger de Flor con María de Bulgaria.

### Versión de Paquimeres
Jorge Paquimeres afirma que el origen de la disputa se debió a una deuda de 20.000 ducados que Roger de Flor había contraído con los genoveses en tiempos de la Guerra de Sicilia y que nunca había saldado. Esto habría provocado su indignación y los habría llevado a concentrarse ante el Palacio de Blanquerna durante la fiesta de boda.

### Versión de Francisco de Moncada
Francisco de Moncada afirma que el enfrentamiento se originó cuando, al ver un almogávar que paseaba solo por Constantinopla, dos genoveses se burlaron debido a su vestimenta y figura. El almogávar respondió a la ofensa verbal con violencia, y no dudó al sacar la espada y atacar a los genoveses. A partir de este momento se iniciaron los enfrentamientos.

## La batalla
El hecho es que los genoveses se presentaron en el Palacio de Blanquerna en formación y agitando la bandera de la República de Génova durante la fiesta de boda de Roger de Flor. Los cuarteles de las tropas almogávares se encontraban cerca del palacio y, sin ninguna indicación por parte de los oficiales, las tropas almogávares y los marineros de la compañía salieron armados de los cuarteles portando una bandera del Rey de Aragón. Inicialmente empezaron a batir todos los sectores que rodeaban el complejo palaciano y, asegurado el perímetro, se concentraron ante la formación de los genoveses.

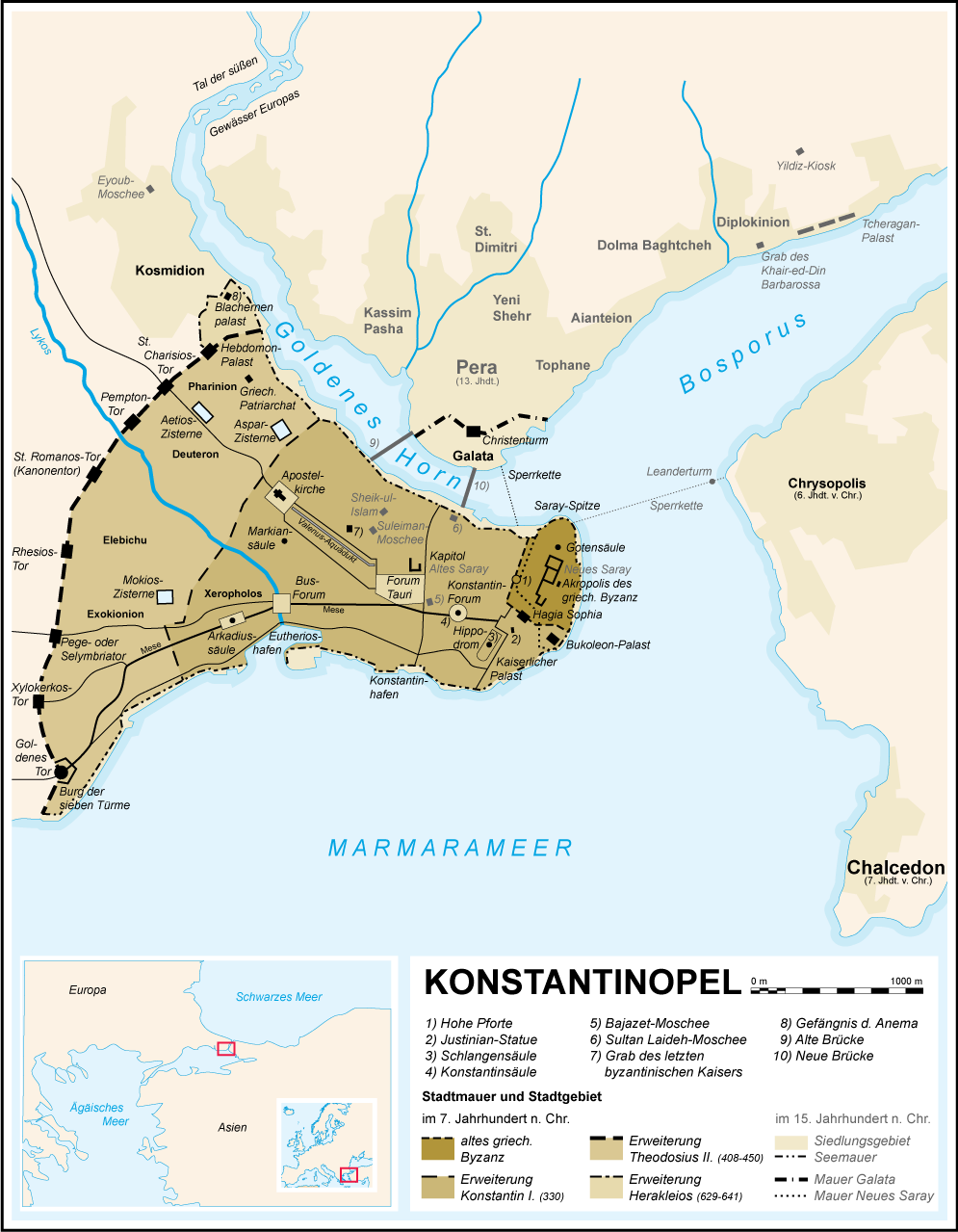
El Palacio de Blanquerna al norte de Constantinopla y la colonia genovesa de Pera en la otra orilla del estuario.

Aún con la presencia de las tropas almogávares, los genoveses, liderados por Russo de Finar, persistieron en su actitud hostil y desafiante, confiados en que su gran número disuadiría a los almogávares. Entonces llegaron 30 escuderos con los caballos armados, pues los caballeros de la Compañía se encontraban con el resto de la aristocracia bizantina celebrando la boda de Roger de Flor. Finalmente, los escuderos brocaron los caballos y embistieron contra la multitud de genoveses por el centro, donde se encontraba Russo de Finar agitando la bandera de Génova. La carga de los escuderos rompió la formación genovesa; después, los almogávares iniciaron la ofensiva penetrando en medio de la formación. A partir de aquel momento se extendió el pánico entre los genoveses, y los almogávares se dedicaron a exterminar y degollar a todos los genoveses que encontraban.
Finalmente, los que se encontraban en el Palacio se dieron cuenta de lo que estaba ocurriendo. A pesar de que el emperador Andrónico II Paleólogo, que se encontraba con Roger de Flor, afirmó que se alegraba de que los genoveses hubieran topado con quien humillase su orgullo, ordenó al megas droungarios, Stefanos Marzala/Stefanon Mouzalon, que parase la matanza de genoveses e impidiese que los almogávares cruzasen el estuario y alcanzasen la colonia comercial genovesa de Pera. Sin embargo, los esfuerzos bizantinos para parar la carnicería fueron en vano, y Stefanos Marzala también fue asesinado, y su cadáver troceado por los almogávares.
En ese momento, el enfrentamiento con los genoveses había derivado en una cacería, y el peligro de que los almogávares se lanzasen sobre la colonia genovesa de Pera era inminente. El emperador Andrónico II Paleólogo suplicó a Roger de Flor que parase a la almogavería y éste ordenó a todos los caballeros y rico-hombres de la Compañía que se alineasen. Finalmente, Roger de Flor y los caballeros consiguieron parar a los almogávares y estos volvieron a los cuarteles militares del Palacio de Blanquerna. La masacre de los genoveses de Constantinopla se saldó con un balance de 3.000 muertos.

## Consecuencias

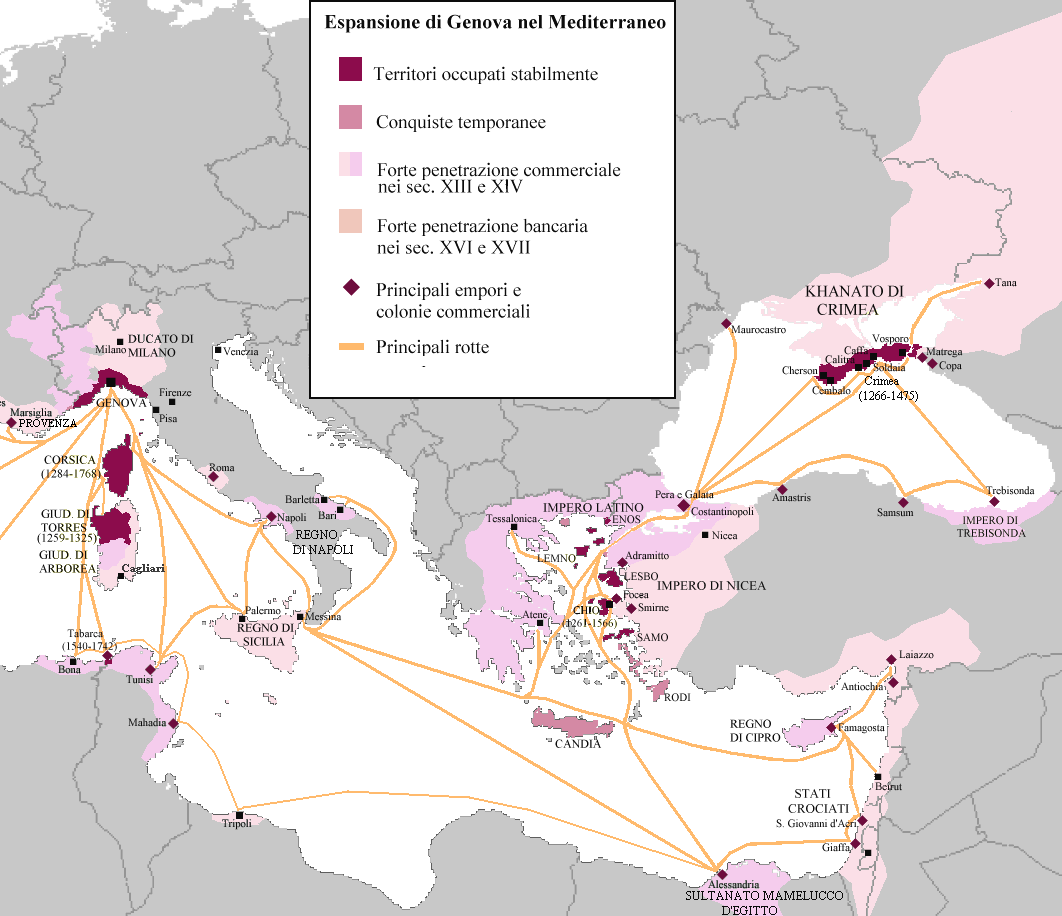
Expansión comercial de la República de Génova.

El enfrentamiento con los genoveses había dejado claro que la Gran Compañía no era una simple compañía de mercenarios como otras que habían servido al Imperio bizantino, sino que, a pesar de tratarse efectivamente de mercenarios, se consideraban a sí mismos como una unidad militar politizada, donde residía el honor de la Casa de Aragón. La política agresiva y expansionista que la Corona de Aragón había impuesto en el Mediterráneo Occidental, rivalizando con la República de Génova, se trasladaba ahora al Mediterráneo Oriental.
Por otro lado, el enfrentamiento con unos teóricos aliados, ambos en lucha contra la invasión de los turcos musulmanes, dejaba una herida difícil de cicatrizar. Durante su reinado, el emperador bizantino Andrónico II Paleólogo había aplicado una drástica reducción del gasto público destinado a fines militares y la flota naval bizantina había quedado reducida a la mínima expresión. A resultas de esto, las municiones, el traslado de tropas y el envío de suministros quedarían bajo el control de los genoveses. Además, el poder de la República de Génova en el Mediterráneo Oriental era descomunal, con colonias comerciales y presidios repartidos por toda Grecia, el Ponto y Palestina. 
Roger de Flor intentó compensar parcialmente este desequilibrio. Durante la masacre también había resultado muerto Stefanos Marzala, el megas droungarios, que era el almirante de la flota bizantina y por lo tanto subalterno directo del megaduque, cargo ocupado por el mismo Roger de Flor. Esto ofreció la posibilidad a este de situar a un hombre de su máxima confianza y presionó al emperador bizantino para que aceptase el nombramiento de Fernando de Ahones como nuevo megas droungarios de la flota. De este modo Roger de Flor se aseguró de que, cuando la Compañía se internara en territorio enemigo, tuviese la garantía de contar siempre con el respaldo de la flota, o al menos de una parte de ella, para socorrerlos en lo que hiciese falta, ya se tratase de evacuarlos, de traerles refuerzos, o de aprovisionarlos con suministros. Nuevamente el peso político y militar de Roger de Flor dentro del Imperio bizantino se incrementaba, consiguiendo convertirse no solo en pariente directo del emperador bizantino, amparado por un cargo de dignidad imperial, sino que ahora lograba, además, el control de la flota bizantina.